# Virgo lactans
De Virgo lactans, ook bekend als Madonna lactans of Maria lactans, is, net als de "Sedes sapientiae", een wijze waarop Maria, moeder van Jezus, wordt voorgesteld. Deze Latijnse term betekent: de zogende of met melk voedende maagd. Maria wordt zittend of staand afgebeeld terwijl ze Jezus vasthoudt en de borst geeft. Het moederschap van Maria wordt erdoor beklemtoond. In het Grieks heet de voorstelling Panagia Galaktotrophousa, in het Russisch Mlekopitatelnitsa.

## Geschiedenis

### Voor de christelijke tijdrekening
Van de kusten van Mesopotamië tot India, alle culturen uit de Oudheid hebben een verwijzing naar een zogende Moedergodin. In het Middellandse Zeegebied, niet alleen in Egypte maar ook in Griekenland, werd deze voedende functie toegewezen aan de hoofdgodinnen van hun pantheon.
De oorsprong van deze iconografie is de voorstelling van Isis die Horus voedt. Isis, de vrouwelijke godheid van de vegetatie en beschermster van de mensen tegen de kracht van de goden, werd vereerd met de naam "moeder van god" (Mout Netjer) vanaf het 2e millennium v. Chr. Na de 7e eeuw v. Chr. werd Isis afgebeeld als Isis Lactans, met Horus - de redder van zijn vader Osiris - op haar schoot. Haar cultus verspreidde zich vanaf de 4e eeuw v. Chr. over het gehele Middellandse Zeegebied, omdat zij het idee van verlossing belichaamde. Haar cultus eindigde in 537 na Chr. toen Justinianus haar laatste tempel in Philae sloot. Niettemin was haar cultus in de eerste eeuwen van het christelijke tijdperk, in volle bloei, waardoor de iconografie van Isis Lactans kon worden overgebracht op Maria Lactans. Vanuit Egypte werd deze iconografie later overgebracht naar de Byzantijnse wereld en later naar de rest van het westerse christendom.

### De eerste christenen
De eerste afbeelding van de Maagd van de Melk verscheen in de Catacomben van Priscilla in Rome in de 2e eeuw na Chr. In deze voorstelling verschijnt de Maagd zittend en trekt dichter tegen haar boezem de baby Jezus. In dezelfde catacombe is er nog een voorstelling van de Maagd en Kind met een profeet in een soortgelijke compositie.
In Koptisch Egypte, waar de patriarch Cyrillus van Alexandrië de goddelijkheid van Maria verdedigde, was deze iconografie wijdverbreid vanwege de connectie met Isis die Horus borstvoeding geeft. Zij kwam ook voor op muurschilderingen van de kloosters van Al-Bawiti en Saqqara, in manuscriptverluchtingen en paneelschilderingen
De iconografie van de Maagd van de Melk verspreidde zich over het hele Byzantijnse Rijk, van het Palestijnse klooster van Sint Sabas (Mar Saba) tot de kloosters van de Athosberg in de 7e eeuw.

### Het latere christendom
In de 12e eeuw was deze iconografie bekend over de hele Balkan en Europa.  Een vroege voorstelling, vermoedelijk uit de 12de eeuw, is een mozaïek aan de voorgevel van Santa Maria in Trastevere in Rome. Van vóór de Late Middeleeuwen zijn verder weinig voorbeelden bekend. De voorstelling werd (opnieuw) populair met de opkomst van de Cisterciënzerorde in de 12de eeuw met hun sterke Mariadevotie. Melk werd beschouwd als "bewerkt bloed"; de melk van de Maagd Maria werd tot op zekere hoogte gelijkgesteld met de rol van het Bloed van Christus.
In de Middeleeuwen werd borstvoeding bij de middenklasse en hogere klassen meestal uitbesteed aan een min. Een voorstelling van een borstvoedende Maria toonde haar in een nederige vorm. Dit was een groot contrast met de gebruikelijke weergave van Maria in koninklijk gewaad, zoals bij de Kroning van Maria.
In 1392 werd de Russische Maagd van Barlovsk (ook bekend als de Maagd van de Zalige Boezem) gecreëerd. Deze Russische variant verwerpt het naturalisme dat deze iconografie in West-Europa had, en herwint haar sacrale betekenis. Bovendien werd de iconografie geïnterpreteerd als een icoon waarin het God-Kind communiceerde met de mensheid door bemiddeling van zijn moeders boezem.
In de talrijke voorstellingen uit de gotische periode, wordt Maria afgebeeld op de grond of zittend op een kussen, volgens het iconografisch model van de Maagd der Nederigheid. Zij kan ook worden afgebeeld op een troon omringd door heiligen en engelen, staand, of zelfs knielend terwijl zij haar Zoon voedt. De afbeelding kan vergezeld gaan van de schenker die knielt aan de voeten van de Maagd, zoals in de Maagd van Tobed geschilderd door Jaume Serra (Coll. Román Vicente, Zaragoza), waar Hendrik II van Trastamara is afgebeeld.
Na het Concilie van Trente, midden 16de eeuw, werd naaktheid in religieuze voorstellingen ontmoedigd. Sindsdien verschenen steeds minder voorstellingen van de Virgo lactans. Het bleef wel een veel gebruikt motief op orthodoxe iconen, vooral in Rusland.

## Maria lactans in kunstcollecties

### Vlaanderen en Nederland
- Jean Fouquet, Rechterluik van de Melundiptiek, c. 1452-1455, olieverf, Koninklijk Museum voor Schone Kunsten Antwerpen.
- (vermoedelijk) Brioloto de Balneo, Virgo lactans, c. 1200, kalksteen' marmo rosso di Verona' met resten van polychromie, Museum M in Leuven.[6] Dit beeld maakte deel uit van de verzamelingen van Graaf Stroganoff en Adolphe Stoclet (verworven in 1923). Het werd door de Vlaamse Gemeenschap in 2021 aangekocht en in langdurige bruikleen gegeven aan Museum M.[7]

- Een Virgo lactans-beeld van rond het midden van de dertiende eeuw in de Sint-Martinusbasiliek te Halle.

- Het museum Fritz Mayer van den Bergh in Antwerpen heeft twee schilderijen en één beeldhouwwerk met dit onderwerp in zijn bezit:
  - Maria lactans, (1450-1499), navolger van Rogier van der Weyden (inventarisnummer: MMB.0004).
  - Maria lactans, (1475-1499), navolger of atelier van Hans Memling (inventarisnummer: MMB.0007). Dit is een tondo, een rond paneeltje (diameter zonder lijst is 17 cm) dat bestemd was om in de kamer, voornamelijk in de slaapkamer, gehangen te worden ter opwekking van de godsvrucht.

Maria lactans, (1335-1340), een ivoren beeld van 22,3 cm hoogte van een onbekende maker (inventarisnummer: MMB.0438)

### Internationaal
- Andrea Solari, Virgo Lactans, ca. 1500, Lombardische School, Tempera grassa op doek overgebracht van houtpaneel. Schenking van de Samuel H. Kress Foundation aan de Columbia Museum of Art, Columbia, South Carolina.
- Andrea Solari, De moeder van het groene kussen, 1507-1510, olieverf op paneel, Louvre, Parijs.

## Galerij

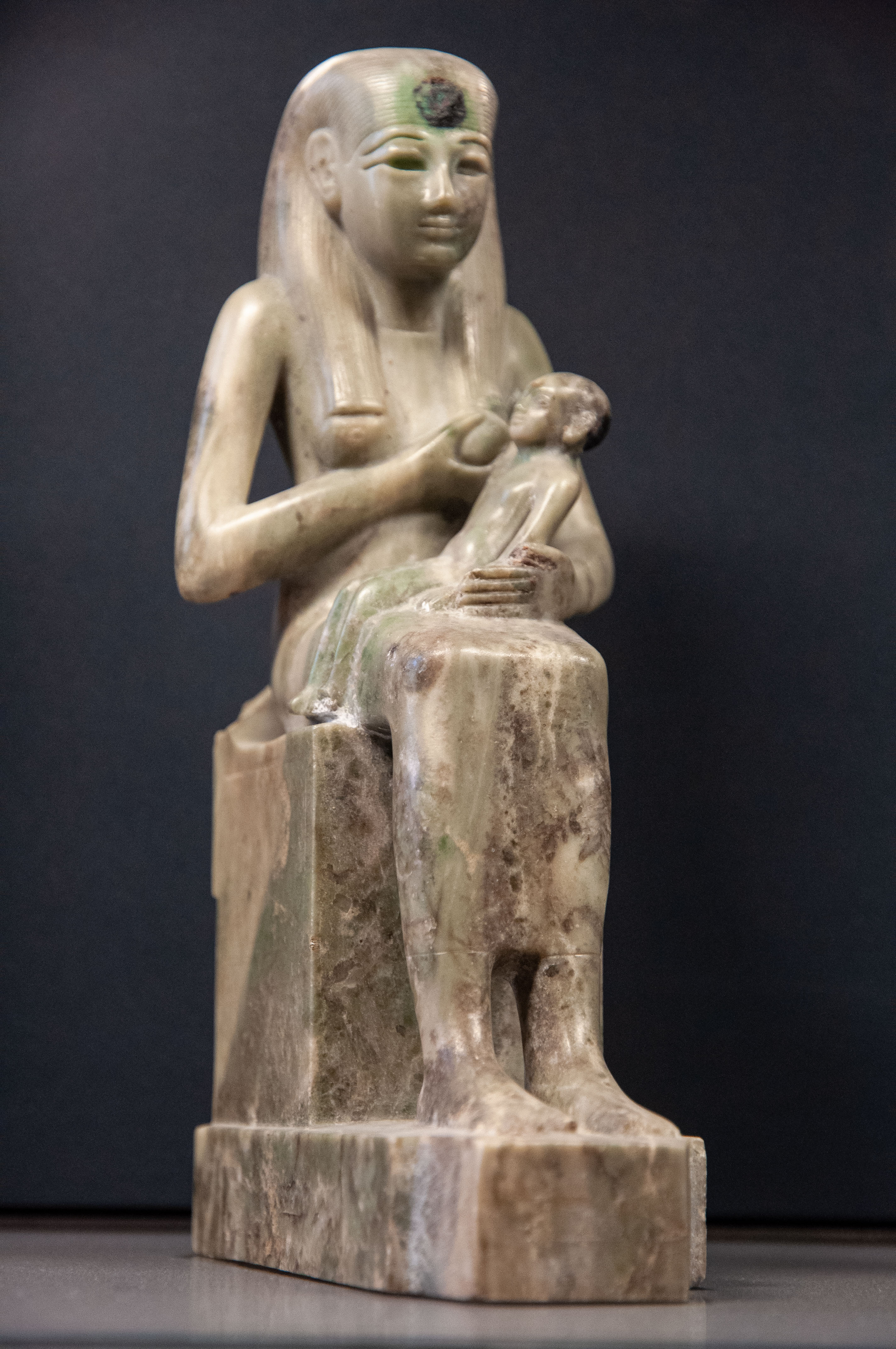
Isis voedt haar zoon Horus, 664 - 332 voor Chr. (Louvre, Parijs)
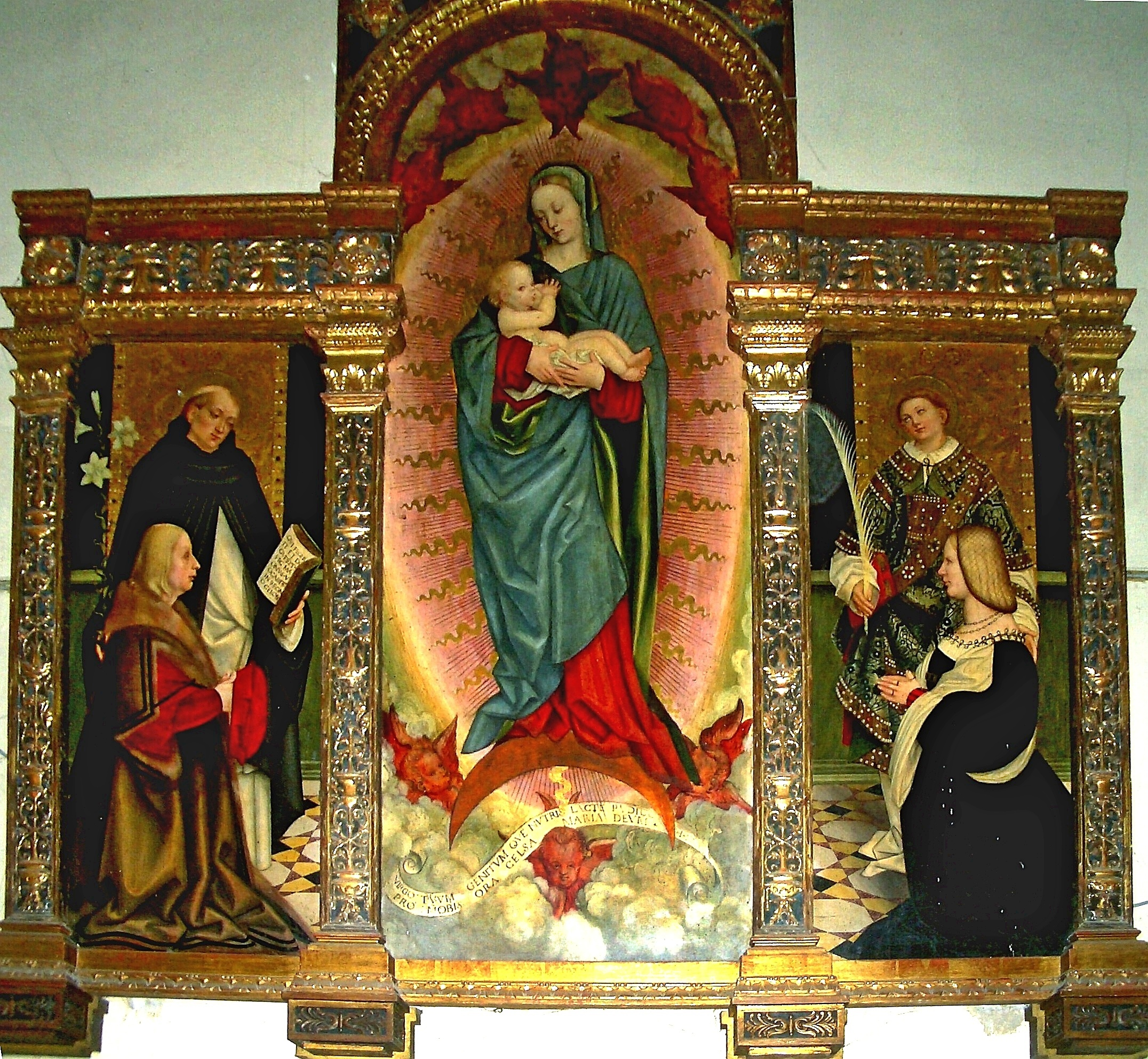
Drieluik met een centrale 'Maria lactans', ca. 1516, in de gemeente Trino (regio Piëmonte, Italië)
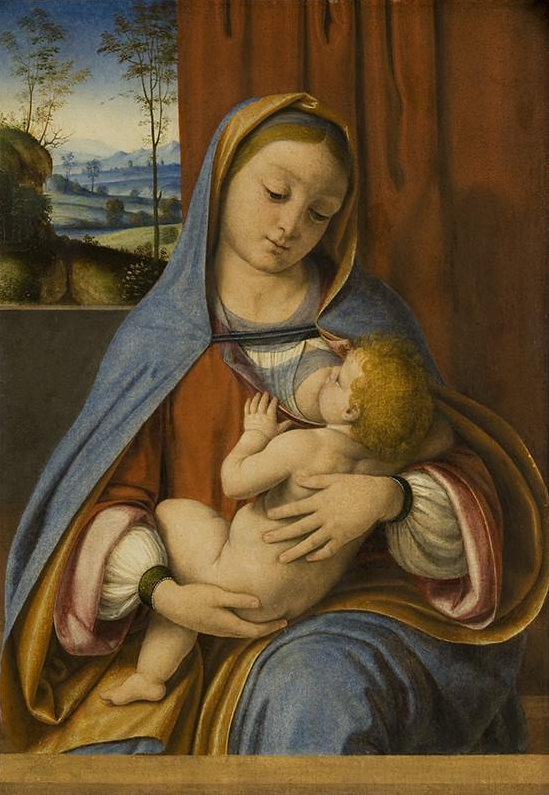
Andrea Solari, Virgo Lactans, ca. 1500 na Chr. (Columbia Museum of Art)
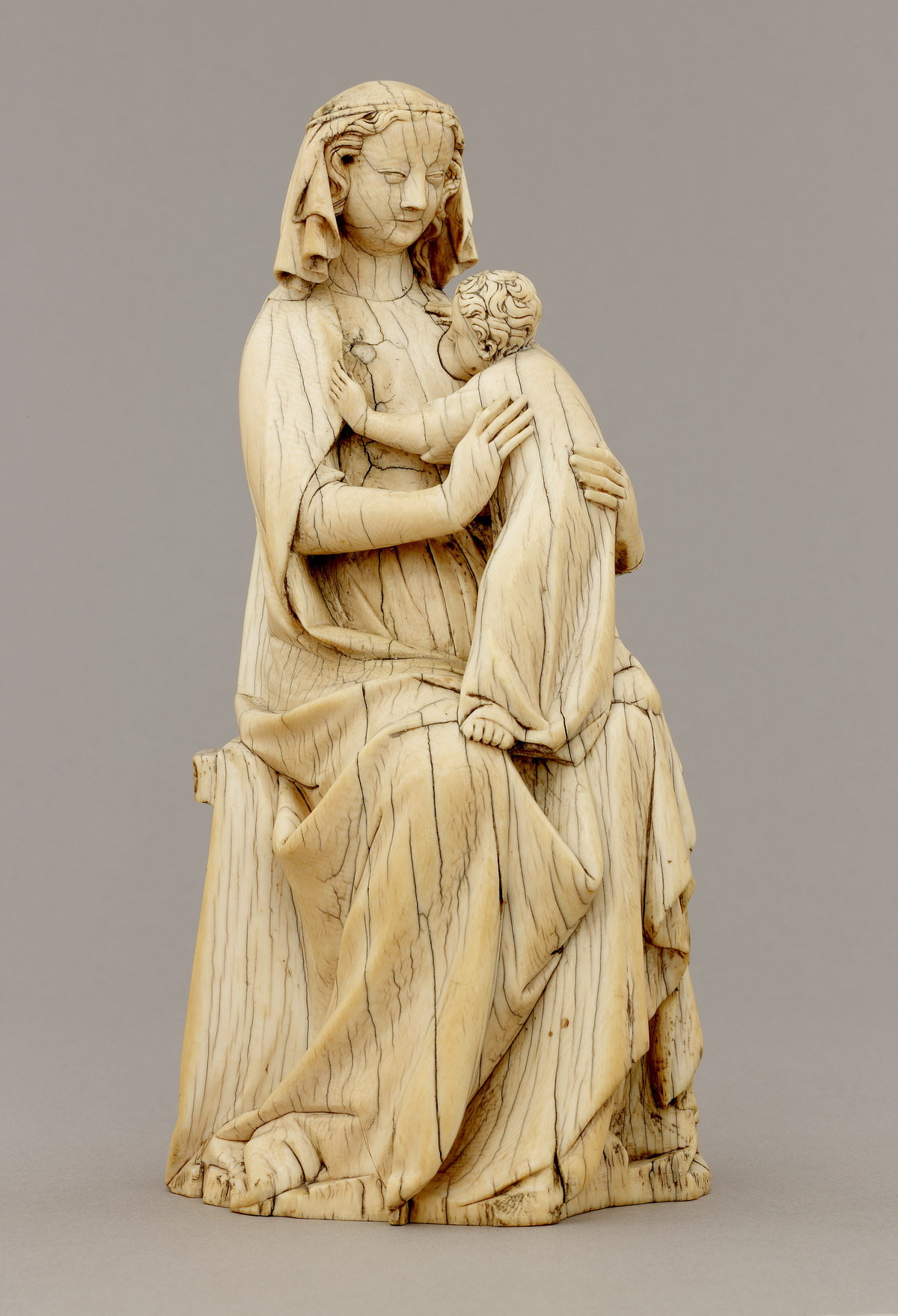
Maria lactans uit ivoor (Museum Fritz Mayer van den Bergh, Antwerpen)
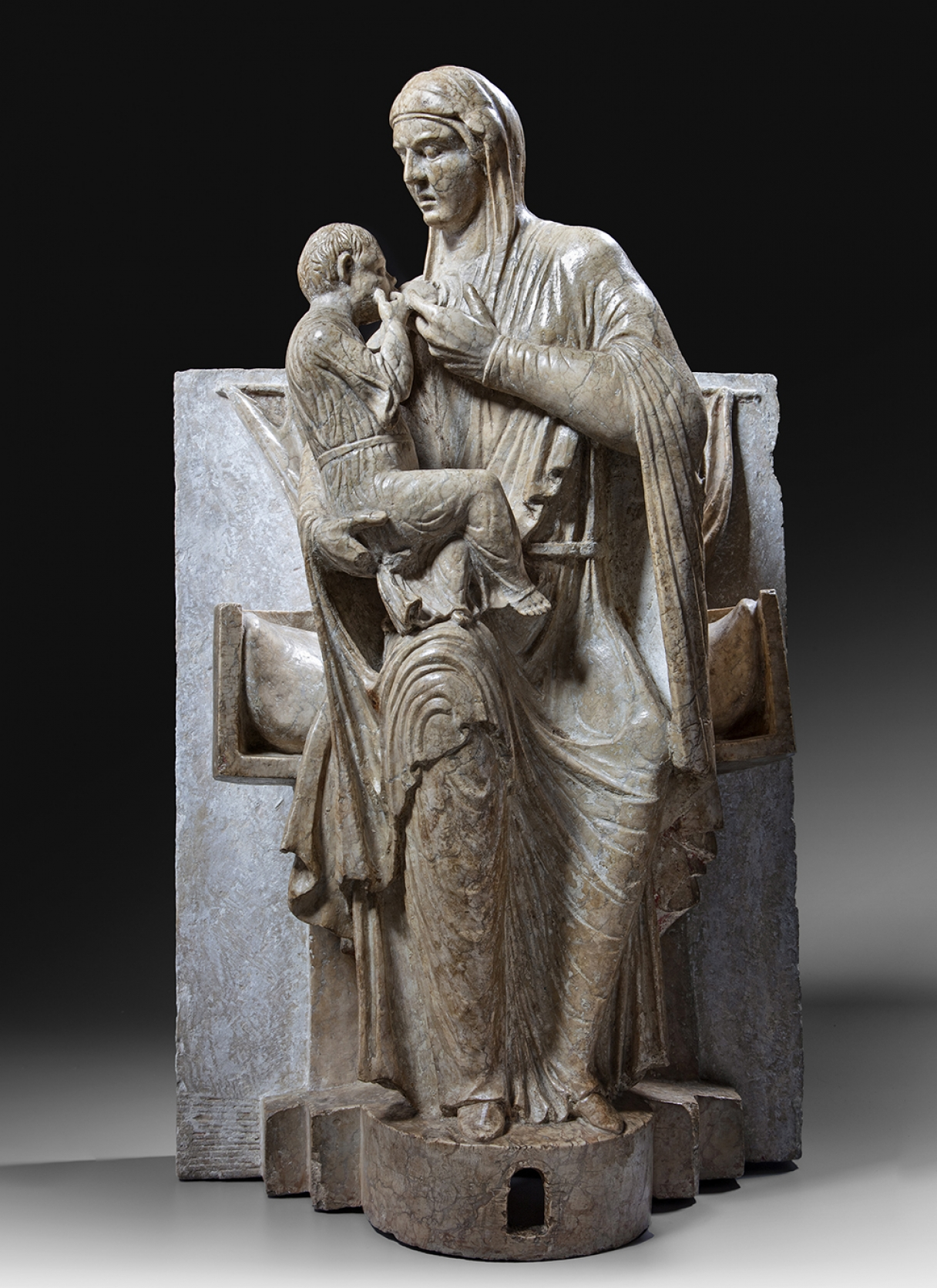
Maria Lactans uit Verona-marmer, ca. 1200 na Chr. (Museum M, Leuven)
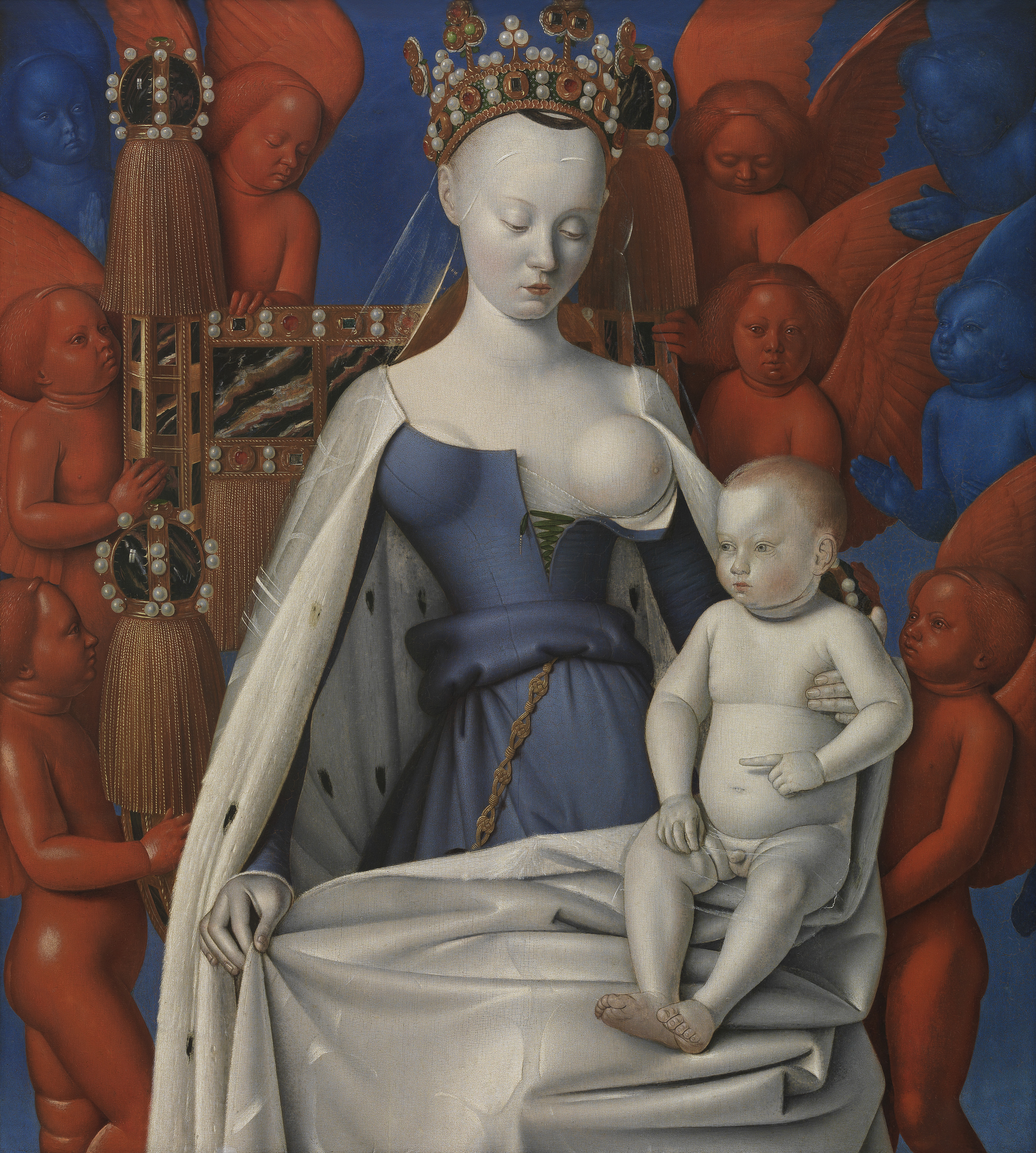
Rechterluik van de Melundiptiek van Jean Fouquet, ca. 1455, (Museum voor Schone Kunsten in Antwerpen)